# Sutra del Loto: IV capitolo

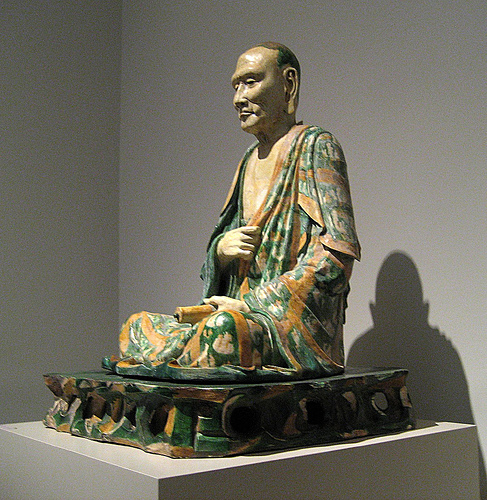
Una statua cinese (Dinastia Liao) raffigurante un arhat. Nel IV capitolo del Sutra del Loto viene annunciato che anche questi seguaci dello Hīnayāna realizzeranno, al pari dei bodhisattva Mahāyāna, lo anuttarā-samyak-saṃbodhi (il "risveglio" profondo).

Oltre a Śāriputra anche gli altri śrāvaka, Mahā-Kātyāyana, Mahā-Kāśyapa  e Mahā-Maudgalyāyana  gioiscono perché comprendono che pur avendo realizzato il nirvāṇa degli arhat possono proseguire fino alla realizzazione dell'anuttarā-samyak-saṃbodhi, il "risveglio" profondo e completo. Per spiegare al Buddha Śākyamuni la loro felicità, raccontano anch'essi una parabola che possiede delle somiglianze con la parabola del "Figliol prodigo" contenuta nel Vangelo dei cristiani.
Tale parabola narra di un figlio che ha abbandonato in gioventù il padre vivendo sempre più in uno stato di indigenza. Passati dieci anni girovagando per il mondo, casualmente ritorna alla sua terra di origine. Nel frattempo il padre lo aveva inutilmente cercato poiché essendo ricco era desideroso di trasferirgli i suoi immensi patrimoni. Nel suo peregrinare il figlio giunge di fronte al maestoso palazzo paterno e vede il padre riccamente adornato ma non lo riconosce, anzi pensa che possa essere un re e quindi di rischiare la cattura e decide quindi di fuggire. Il padre, che invece lo aveva riconosciuto subito, manda un inserviente a catturarlo. Il figlio, raggiunto e spaventato dall'inserviente, si dimena e quindi sviene. Il padre decide quindi di non dirgli subito la verità, ma di lasciare che egli possa scoprirla da sola. Fattolo rinvenire, lo lascia andare ma subito invia due uomini per assumerlo come servo con una buona paga. Il padre è tuttavia profondamente triste nel vedere il figlio, sporco e inconsapevole, lavorare per lui come un servo; allora si spoglia egli stesso delle sue ricchezze e travestitosi da servo lo avvicina. Progressivamente il padre fa acquisire al figlio sicurezza e consapevolezza del suo valore, fino ad affidargli la gestione dei suoi beni. Alla fine, giunto sul punto di morte, il padre chiama tutti i parenti e svela a loro e allo stesso figlio tutta la storia, lasciandogli tutta l'eredità. Così, gli śrāvaka raccontano di aver compreso la profonda dottrina del Buddha e dopo aver superato il nirvāṇa degli arhat, che corrisponde alla paga del figlio in stato di servitù, affermano di aver ottenuto l'anuttarā-samyak-saṃbodhi, che pur non avendolo desiderato è giunto loro spontaneamente, come i beni del padre sono giunti al figlio senza che questi li avesse mai richiesti.
Prima di questo capitolo, in tutta la predicazione del Buddha Śākyamuni riportata nel Sutra, gli appartenenti a queste due categorie di discepoli (gli śrāvaka e i pratyekabuddha) sono del tutto esclusi dall'ottenimento della buddhità. Questo non per cattiva volontà del Buddha ma per la loro intrinseca mancanza di fede di poterla ottenere, una sorta di rassegnata contentezza.
Tale rassegnata contentezza fondata sulla consapevolezza della vacuità, e quindi dall'assenza di desiderio, impedisce loro di desiderare gli attributi buddhici:
(Sutra del Loto, IV. Traduzione di Luciana Meazza in Sutra del Loto. Milano, Rizzoli, 2001, pagg. 128-9)